# Brausetablette

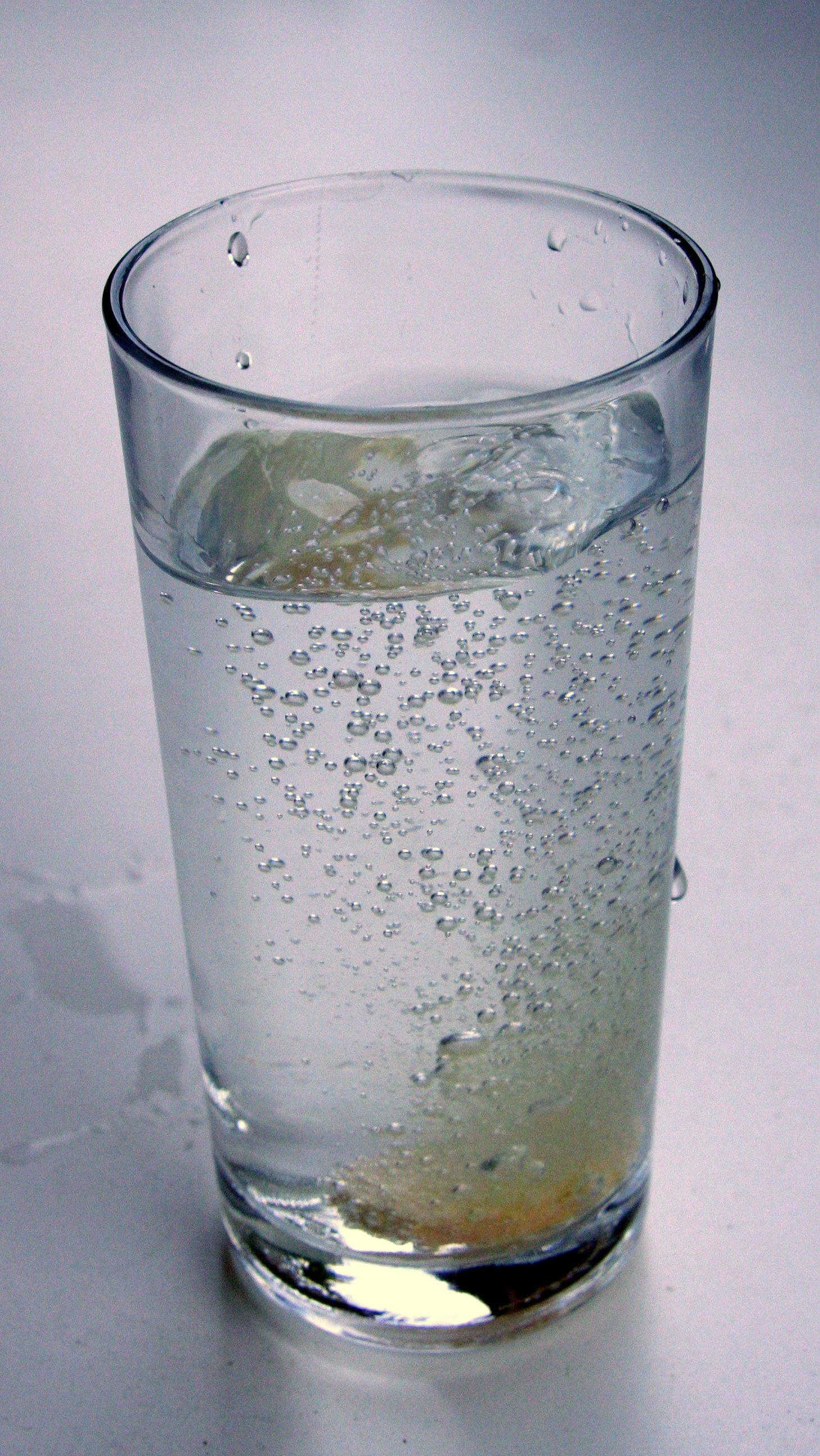
Brausetablette

Eine Brausetablette ist eine pharmazeutische Darreichungsform, überwiegend von Medikamenten oder Nahrungsergänzungsmitteln, die in Wasser aufgelöst und getrunken wird. Es gibt auch Brausetabletten ohne Wirkstoffe, als eine Variante von Brausepulver.

## Das Sprudeln
Bis in die 1960er Jahre war es üblich und auch notwendig, eine Tablette in einem Glas Wasser so lange umzurühren, bis sie sich vollständig aufgelöst hatte. Mit der Einführung der Brausetablette hat sich dies erübrigt.
Das Sprudeln kommt daher, dass ein Salz der Kohlensäure durch Reaktion mit einer Säure in Gegenwart von Wasser Kohlenstoffdioxid (CO2) abspaltet. Dadurch wird der Lösungsvorgang der Tablette sehr stark beschleunigt. Die chemische Reaktion ist prinzipiell dieselbe wie bei Brausepulver oder Backpulver.
Als kohlenstoffdioxidliefernde Komponente kommen Natriumcarbonate (Natriumcarbonat und Natriumhydrogencarbonat) oder Kaliumcarbonate in Frage, die freisetzende Komponente ist eine feste Säure wie Citronensäure, Weinsäure oder Äpfelsäure.
Sind in der Tablette Natriumhydrogencarbonat (NaHCO3) und Citronensäure (C6H8O7) enthalten, so kommt es bei der Zugabe von Wasser zu folgender Reaktion:
{\displaystyle \mathrm {3\ NaHCO_{3(aq)}+C_{6}H_{8}O_{7(aq)}\to \ Na_{3}C_{6}H_{5}O_{7(aq)}+3\ H_{2}O_{(l)}+3\ CO_{2(g)}} }

## Verwendung
Brausetabletten werden u. a. zur Medikamenteneinnahme von Schmerzmitteln und Hustenstillern angeboten. Diese Anwendungen unterliegen dem Arzneimittelrecht.
Häufiger sind sie als Nahrungsergänzung gedacht – als Multivitaminpräparat oder zur Einnahme von Mineralstoffen. Es gibt auch Kombinationspräparate aus Vitamin C und Calcium oder Magnesium u. a.
Auch Süßstoff wird meist als Brausetablette verwendet. Das Sprudeln funktioniert nicht wenn bei der Zugabe des Süßstoffes bereits Milch im Kaffee oder Tee ist, da die Milch die Säure dann abpuffert.
Ebenso werden Brausetabletten zu anderen Zwecken, wie z. B. zur Reinigung bei Zahnprothesen, verwendet.

## Vorteile
Der auffälligste Vorteil ist, dass das früher übliche und notwendige Umrühren, bis sich die Tablette aufgelöst hatte, völlig entfällt.
Das Auflösen der Brausetablette bewirkt ein Sprudeln von Gasblasen, wodurch die Inhaltsstoffe im Wasser verteilt werden. Damit ist sichergestellt, dass der Patient den Tabletteninhalt gelöst in ausreichend Wasser zu sich nimmt.
Das ist schonend für den Magen, da keine punktuell hohe Wirkstoffkonzentration an der Magenschleimhaut auftritt. Schon gelöst getrunken können viele Substanzen schneller in die Blutbahn aufgenommen werden und damit rascher wirken. Bei Schluckbeschwerden (Halsschmerzen) oder Abneigung/Skepsis (etwa von Kindern) ist das Trinken einer Lösung angenehmer und damit erfolgreicher.

## Nachteile
Viele Arzneistoffe und auch einige Vitamine sind nicht wasserlöslich und/oder in wässriger Lösung nicht oder zumindest nicht lange stabil. Deshalb kann man nicht alle Wirkstoffe zu einer Brausetablette verarbeiten. Auch findet sich aus diesem Grund häufig der Hinweis auf Vitaminpräparaten und Medikamenten, die Flüssigkeit unmittelbar nach dem Auflösen der Tablette zu trinken.
Bedingt durch die Zusammensetzung enthalten Brausetabletten häufig eine gewisse Menge Natrium. Dies ist laut neuen Studien nicht nur für Patienten mit Nierenerkrankungen, Bluthochdruck oder ähnlichem bedenklich, sondern kann auch beim gesunden Patienten das Risiko für Hypertonie und Schlaganfall erhöhen.
Ein weiterer Nachteil ist, dass im Gegensatz zu herkömmlich verpressten Tabletten, wo die Gleitfähigkeit bzw. die Schmierung der Tablette durch Schmiermittel gewährleistet werden kann, bei Brausetabletten eine Verwendung von Schmiermitteln kaum möglich ist. Um Tabletten fachgerecht verpressen zu können, werden i. d. R. bestimmte Hilfsstoffe bei der Tablettierung benötigt. Zu diesen Hilfsstoffen gehören auch Schmiermittel, die zur erleichterten Ausstoßung der Tablette aus der Matrize der Tablettenpresse dienen, da sie die Reibekraft zwischen Tablette und der Innenfläche der Matrize herabsetzen. In der Regel handelt es sich dabei um lipophile Substanzen wie z. B. Talkum und Magnesiumstearat. Diese lipophilen Schmiermittel können jedoch die Benetzbarkeit der Tablette verringern und so den Zerfall negativ beeinflussen. Des Weiteren kommt es beim Einsatz dieser Stoffe in Brausetabletten häufig durch die schlechte Löslichkeit zu einem unästhetischen Aussehen der resultierenden Lösung, was unter Umständen die Compliance, also die Therapietreue, des Patienten beeinflussen kann.

## Anforderungen des Europäischen Arzneibuches
Laut dem Europäischen Arzneibuch stellen Brausetabletten eine Sorte von Tabletten dar. Brausetabletten werden als nicht überzogene Tablette, die im Regelfall eine sauer reagierende Komponente und Carbonate oder Hydrogencarbonate als Basenkomponente enthält, definiert. Die Tablette soll bei Kontakt mit Wasser unter Freisetzung von Kohlenstoffdioxid reagieren. Außerdem schreibt das Arzneibuch vor, dass Brausetabletten vor der Einnahme in Wasser gelöst oder zerfallen gelassen werden.
Brausetabletten, die in Apotheken zu medizinischen Zwecken in den Verkehr gebracht werden (Arzneimittel), müssen den Anforderungen, die das Europäische Arzneibuch vorgibt, entsprechen. Hierzu zählen unter anderem: Gleichförmigkeit einzeldosierter Arzneiformen, Gleichförmigkeit des Gehalts, Gleichförmigkeit der Masse und Zerfall.
Im Vergleich zu den anderen Tablettenformen müssen bei Brausetabletten gemäß Europäischen Arzneibuchs sechs Brausetabletten in 200 ml Wasser von 15 bis 25 °C innerhalb von 5 Minuten zerfallen sein.